# كيركوول
كيركوول ((بالنرويجية: Kyrkjevåg)، (بالإسكتلندية: Bàgh na h-Eaglaise))، هي المدينة الرئيسية في الجزر الشمالية وعاصمة جزر أوركني.

## التاريخ
ذكرت المدينة أول مرة في ملحمة "اوركنينجا" في عام 1046م، عندما سُجلت كمقر لإقامة الإيرل الأوركني "روجنفالد بروساسون" الذي قتل على يد عمه "ثورفين العظيم". في عام 1486م، شيّد الملك "جيمس الثالث" ملك اسكتلندا في كيركوال برج ملكي في الطرف الغربي من المدينة، وتحيط به منطقة هاتستون الصناعية، ويوجد نصب تذكاري يعود إلى عصور ما قبل التاريخ، يُعرف باسم "جراين إيرث هاوس" (بالإنجليزية: Grain Earth House)، وهو ممر قصير منخفض وعميق تحت الأرض بجدران حجرية يؤدي إلى غرفة صغيرة ذات أعمدة.

## الجغرافيا
تقع كيركوول على بعد 130 ميلاً (210 كم) شمال أبردين و 528 ميلاً (850 كم) شمال لندن. تقع على الساحل الشمالي للبر الرئيسى لأوركني.

### المناخ
كباقي أرجاء اسكتلندا، مناخ كيركوول مناخ محيطي مع صيف بارد وشتاء معتدل، رياح قوية في الغالب مع أمطار غزيرة، سماء غائمة طوال الوقت مع نسب قليلة من أشعة الشمس.
| البيانات المناخية لـكيركوول                      | البيانات المناخية لـكيركوول | البيانات المناخية لـكيركوول | البيانات المناخية لـكيركوول | البيانات المناخية لـكيركوول | البيانات المناخية لـكيركوول | البيانات المناخية لـكيركوول | البيانات المناخية لـكيركوول | البيانات المناخية لـكيركوول | البيانات المناخية لـكيركوول | البيانات المناخية لـكيركوول | البيانات المناخية لـكيركوول | البيانات المناخية لـكيركوول | البيانات المناخية لـكيركوول |
| الشهر                                            | يناير                       | فبراير                      | مارس                        | أبريل                       | مايو                        | يونيو                       | يوليو                       | أغسطس                       | سبتمبر                      | أكتوبر                      | نوفمبر                      | ديسمبر                      | المعدل السنوي               |
| ------------------------------------------------ | --------------------------- | --------------------------- | --------------------------- | --------------------------- | --------------------------- | --------------------------- | --------------------------- | --------------------------- | --------------------------- | --------------------------- | --------------------------- | --------------------------- | --------------------------- |
| الدرجة القصوى °م (°ف)                            | 12.2 (54.0)                 | 12.8 (55.0)                 | 18.9 (66.0)                 | 18.3 (64.9)                 | 22.0 (71.6)                 | 22.8 (73.0)                 | 25.6 (78.1)                 | 24.8 (76.6)                 | 22.8 (73.0)                 | 19.4 (66.9)                 | 14.5 (58.1)                 | 12.8 (55.0)                 | 25.6 (78.1)                 |
| متوسط درجة الحرارة الكبرى °م (°ف)                | 6.4 (43.5)                  | 6.4 (43.5)                  | 7.6 (45.7)                  | 9.5 (49.1)                  | 12.0 (53.6)                 | 14.0 (57.2)                 | 15.9 (60.6)                 | 16.0 (60.8)                 | 14.1 (57.4)                 | 11.4 (52.5)                 | 8.6 (47.5)                  | 6.8 (44.2)                  | 10.7 (51.3)                 |
| متوسط درجة الحرارة الصغرى °م (°ف)                | 1.9 (35.4)                  | 1.7 (35.1)                  | 2.4 (36.3)                  | 3.8 (38.8)                  | 5.6 (42.1)                  | 8.1 (46.6)                  | 10.2 (50.4)                 | 10.3 (50.5)                 | 8.8 (47.8)                  | 6.7 (44.1)                  | 4.2 (39.6)                  | 2.3 (36.1)                  | 5.5 (41.9)                  |
| أدنى درجة حرارة °م (°ف)                          | −7.8 (18.0)                 | −7 (19)                     | −6.8 (19.8)                 | −4.9 (23.2)                 | −2.1 (28.2)                 | 1.0 (33.8)                  | 0.0 (32.0)                  | 3.7 (38.7)                  | 0.5 (32.9)                  | −1.6 (29.1)                 | −5.5 (22.1)                 | −7.6 (18.3)                 | −7.8 (18.0)                 |
| معدل هطول الأمطار مم (إنش)                       | 109.7 (4.32)                | 93.3 (3.67)                 | 95.7 (3.77)                 | 60.3 (2.37)                 | 48.0 (1.89)                 | 52.7 (2.07)                 | 57.4 (2.26)                 | 66.3 (2.61)                 | 95.3 (3.75)                 | 126.0 (4.96)                | 126.0 (4.96)                | 107.8 (4.24)                | 1٬038٫5 (40.89)             |
| متوسط الأيام الممطرة (≥ 1.0 mm)                  | 20.1                        | 16.8                        | 17.9                        | 13.4                        | 10.6                        | 10.7                        | 11.6                        | 12.5                        | 16.2                        | 19.6                        | 20.8                        | 18.5                        | 188.7                       |
| ساعات سطوع الشمس الشهرية                         | 32.2                        | 59.3                        | 98.2                        | 136.8                       | 190.0                       | 148.6                       | 132.2                       | 129.7                       | 105.3                       | 75.8                        | 40.1                        | 24.5                        | 1٬172٫4                     |
| المصدر #1: Met Office                            |                             |                             |                             |                             |                             |                             |                             |                             |                             |                             |                             |                             |                             |
| المصدر #2: المعهد الملكي الهولندي للأرصاد الجوية |                             |                             |                             |                             |                             |                             |                             |                             |                             |                             |                             |                             |                             |

## السكان
بلغ عدد السكان 9,293 نسمة في 2011،  وتشير التقديرات إلى وصول العدد إلى 10,000 نسمة في 2018.

## الاقتصاد
يُعد ميناء كيركوول، الذي يمتد على طول رصيفه حوالي كيلومتر واحد (0.6 ميل)، المركز التجاري الثاني لأوركني بعد هاتستون. يوجد فيه مارينا، ودعم لسفن الصيد والغوص. بعد أعمال مكثفة في مرافق الميناء، أصبحت المدينة محطة شهيرة لسفن الرحلات البحرية، حيث تصل العديد من السفن أسبوعيًا خلال الموسم. وقد ساهم هذا في ازدهار المدينة وسمح بنمو قطاع من المتاجر المملوكة بشكل مستقل. تزور كيركوول وسترومنيس سنويًا 140 سفينة سياحية.
بدأت صناعة النسيج في أوركني منذ عهد الفايكنج، حيث شاركت شركة جون سكلاتر وشركاه في إنتاج التويد في كيركوول في سبعينيات القرن الماضي. وقد استخدموا الاسمين التجاريين نورساجا وجارلتكس.

## الثقافة والمجتمع
ثقافة مجتمع كيركوول هي مزيج فريد من العناصر التاريخية والثقافية والاجتماعية التي تميّز المنطقة. هنا بعض النقاط.
1. التاريخ والتراث: تعود جذور تاريخ كيركوول إلى آلاف السنين، حيث تحتوي المنطقة على مجموعة واسعة من المعالم الأثرية والأثرية. يمتد تاريخ المنطقة من العصور الحجرية إلى العصور الوسطى وما بعدها. يعتبر آروز الموقع الأثري البارز في المنطقة، حيث يمكن رؤية أنقاض قلعة وقرية قديمة.
2. الفنون والحرف التقليدية: تشتهر كيركوول بتراث فنونها وحرفها التقليدية المتنوعة. يمكن أن تشمل هذه الحرف النسيج والتطريز والحرف اليدوية والأعمال الزجاجية والفخارية. يعد مهرجان كيركوول الفني والحرفي مناسبة رائعة لاستكشاف هذا الجانب من ثقافة المجتمع.
3. الأحداث والمهرجانات: يحتفل مجتمع كيركوول بمجموعة متنوعة من الأحداث والمهرجانات طوال العام. مهرجان القارب الشراعي، الذي يقام في شهر يوليو، يعد مناسبة مثالية للاستمتاع بسباقات القوارب الشراعية والبراميل والأنشطة الترفيهية الأخرى. كما تشهد المنطقة تنظيم مهرجانات ثقافية أخرى تسلط الضوء على التراث المحلي والموسيقى والرقص والأطعمة التقليدية.
4. التعايش الاجتماعي: يتميز مجتمع كيركوول بروح التعايش الاجتماعي. يعتبر المجتمع متساوي الفرص ومتعدد الثقافات، مع وجود تنوع ثقافي وعرقي وديني. تحظى الجالية الفنلندية-السويدية بتمثيل قوي في المنطقة وتلعب دورًا مهمًا في حفظ التراث والثقافة.
هذه بعض النقاط الرئيسية التي تعكس ثقافة ومجتمع كيركوول. يمكنك استكشاف المزيد من الجوانب الثقافية عن طريق المشاركة في الأنشطة المحلية وزيارة المتاحف والمواقع التاريخية والتفاعل مع السكان المحليين.

## أشخاص من المدينة
- بيتر مارشال تلقى تعليمه في كيركوول.
- أولا غلوري مصممة مجوهرات.

## أعلام
- نيل غراي
- مارغريت تيت